# Hint
Pour les articles homonymes, voir Hint (homonymie).
 (octobre 2022).
Si vous disposez d'ouvrages ou d'articles de référence ou si vous connaissez des sites web de qualité traitant du thème abordé ici, merci de compléter l'article en donnant les références utiles à sa vérifiabilité et en les liant à la section « Notes et références ».
Hint est un groupe de fusion rock français, originaire d'Angers et formé en 1994. Influencé tant par le rock alternatif, la noise que la musique expérimentale, le groupe a produit une musique résolument avant-gardiste et iconoclaste pour l'époque. Mêlant rythmiques indus, guitares dissonantes, saxos hurlés et bruitages angoissants à d'autres ambiances aériennes, cinématographiques teintées d'incursions par les musiques traditionnelles.
Le groupe jouait en concert sous forme de duo jouant devant des projections vidéo, les deux musiciens étant multi-instrumentistes (guitare, saxophone, trompette, flûte, et voix pour Arnaud Fournier, basse, guitare et voix pour Hervé Thomas) le reste de leur méticuleux travail de collage sonore étant joué par des samples.
Le groupe a beaucoup travaillé avec les tourangeaux de Portobello Bones, notamment à travers des tournées communes et des collaborations musicales : un live 6 titres est paru en 1997 réunissant les deux groupes ainsi qu'Ouled El Rai. Hint apparaît trois fois sur l'album Portobello Amigos pour les morceaux Sixed (reprise de Guzzard), Alleged (reprise d'Unsane) et Hod (reprise de Distorted Pony). Hint a également sorti un « split vinyl » avec le groupe américain Unsane.
Après huit ans d'absence le groupe entame au printemps 2009 une tournée avec EZ3kiel, autres adeptes d'une électronique tout à la fois sombre et lumineuse. En novembre 2009, l'album Collision Tour retraçant la tournée est sorti.
En 2013 Le label Kshantu ré-édite les 3 albums du groupe, 100% White Puzzle, Dys et Wu-WEi en vinyle. Le duo reprend alors la route pour une série de concerts.

## Membres
- Arnaud Fournier (autre groupe : La Phaze) ;
- Hervé Thomas (autres groupes : Fragile, Urawa, Dead Hollywood Stars) ;
- Pascal Ianigro (l'ingénieur du son du Studio Karma, officiant au sein de la formation comme troisième membre).

## Divers
- À la demande du label Jarring Effects, EZ3kiel et Hint (reformé pour l'occasion) ont travaillé un set commun, au départ prévu pour célébrer les dix ans du festival Riddim Collision à Lyon ; mais le résultat fut tellement impressionnant que les deux groupes ont décidé de réitérer l'expérience sur quelques dates exceptionnelles au printemps 2009[3].